# Moldavia en los Juegos Olímpicos de Pyeongchang 2018
Moldavia estuvo representada en los Juegos Olímpicos de Pyeongchang 2018 por un total de 2 deportistas que compitieron en 2 deportes. Responsable del equipo olímpico fue el Comité Nacional Olímpico y Deportivo de la República de Moldavia, así como las federaciones deportivas nacionales de cada deporte con participación.
El portador de la bandera en la ceremonia de apertura fue el esquiador de fondo Nicolae Gaiduc. El equipo olímpico moldavo no obtuvo ninguna medalla en estos Juegos.